# 七十六 (密蘇里州)
七十六（英語：Seventy-Six）是位於美國密蘇里州佩里縣的鬼鎮。

## 歷史
七十六的郵局於1880年設立，其後於1954年停運。

## 地理
七十六所處的海拔為高於海平面112米（即367英呎），而該地所採用的時區為UTC-6，即北美中部時區（CST）。同時該地設有夏令時間，為UTC-6調快一小時，即UTC-5（CDT）。